# Sant Martí Sesgueioles
Sant Martí Sesgueioles település Spanyolországban, Barcelona tartományban. Lakosainak száma 360 fő (2024).

## Földrajza
Sant Martí Sesgueioles Calaf, Els Prats de Rei és Pujalt községekkel határos.

## Népesség
A település lakosságának változását az alábbi diagram mutatja:
| Lakosok száma | 150  | 698  | 567  | 585  | 399  | 341  | 371  | 395  | 343  | 360  |
|               | 1717 | 1887 | 1936 | 1960 | 1986 | 2004 | 2009 | 2014 | 2019 | 2024 |